# 陳岡啓子
陳岡 啓子（じんがおか けいこ、1946年または1947年 - ）は、日本の地方公務員。神奈川県企画部長、同理事、同出納長を歴任。瑞宝小綬章受章。

## 人物・経歴
神奈川県庁入庁、2000年 (平成12年) 4月 有賀雄一郎の後任として企画部長、2003年6月 同職を小野沢孝一と交代し理事、2005年4月 橋本正俊の後任として出納長。地方自治法の改正に伴い出納長は2007年3月で廃止されたが陳岡は同職に留まり、松沢成文知事が辞職を要求、県特別職報酬等審議会が出納長職の廃止を答申した。さらに松沢は出納長室を狭い部屋に移し、出席する会議の数を減らすなど策を講じたが陳岡は「出納長にはチェック機能という仕事がある」「給料を変え、部屋を変え、仕事を変えるのはパワハラだ」と強く批判。結果的に2009年3月 任期満了で退任した。

## 栄典
2019年11月 秋の叙勲で地方自治功労により瑞宝小綬章を受章